# 逻辑史
逻辑史，又稱理則史，指逻辑学的发展史。
在古埃及和巴比伦都发现逻辑学的萌芽。但现在所使用的逻辑学产生于古希腊时期。与此同时，印度和中国也独立地发展了逻辑学。
中国古代逻辑学代表为墨家逻辑，晚期的墨家中一批人已经开始研究形式逻辑。不过中国的逻辑学并未形成体系。可惜的是，汉朝以后，实行“罢黜百家、独尊儒术、外儒内法”，逻辑学的研究停止了。后来，印度的逻辑学随佛教传入中国。
现在所使用的逻辑学直接来源于古希腊逻辑学。亚里斯多德等人确立了完整的形式逻辑、三段论等逻辑学基本理论。中世纪欧洲的哲学家和伊斯兰哲学家对逻辑学也做出了贡献。
在现代，逻辑学发展巨大，传统的形式逻辑被数学化重新描述为数理逻辑，也产生了非形式逻辑。